# إمهال (اقتصاد)
إمهال في الاقتصاد  (بالإنجليزية: Indulgence)  في الأعمال التجارية هو تمديد فترة سداد المدين للدائن بسبب صعوبة وضعه الاقتصادي. وهي تكون  بغرض إعطائه شيئا من الوقت لكي يعمل على تحسين أعماله التجارية أو الإنتاجية  ويخرج من الأزمة المالية التي وقع فيها، ويستطيع من جديد  تسديد الديون والإيفاء بالتزاماته المالية مثل دفع الحوالات إلى صاحب الدين.  ويـُمارس الإمهال  على مستوى الأشخاص، والتجارة الصغيرة والكبيرة، كما تمارس بين الدول.

## اقرأ أيضا
- رهن
- مبلغ دائن
- حجم الأعمال (اقتصاد)